# Aliprando Caprioli

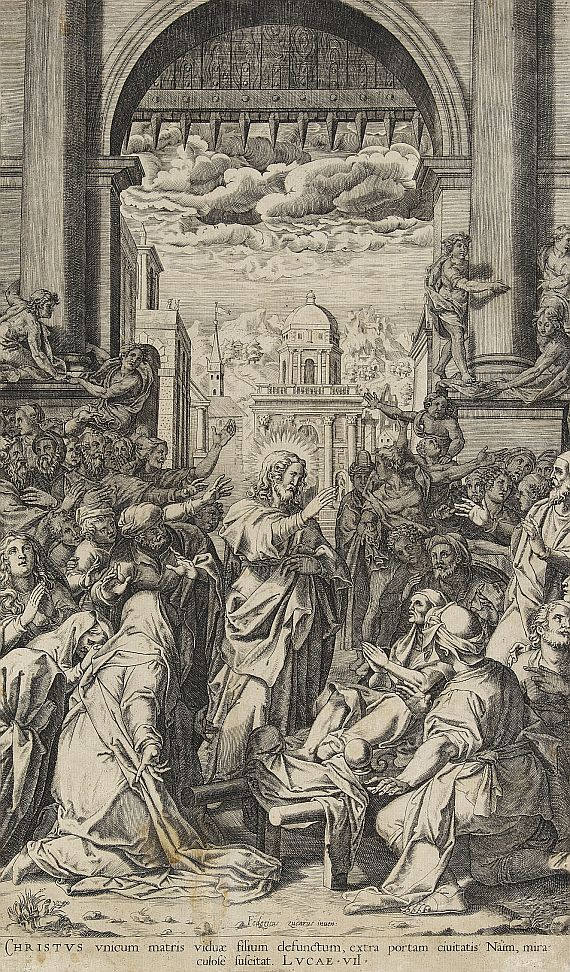
Jesús resucita al hijo de la viuda de Naim, según Federico Zuccaro, grabado atribuido a Caprioli.

Aliprando Caprioli o Capriolo fue un grabador italiano, de origen trentino y activo en Roma entre 1575 y 1599. 
Seguidor y quizá discípulo del holandés Cornelis Cort, a quien se le atribuyeron algunas de las estampas de Caprioli, dadas sus semejanzas estilísticas, alcanzó reputación en Roma donde fue admitido entre los Virtuosos del Panteón.
Sus primeras obras conocidas son reproducciones de obras de Tiziano (La última cena) y de Taddeo Zuccaro (Las bodas de Caná), fechadas en 1575.  Sobre dibujos de Bernardino Passeri grabó una serie de cincuenta estampas dedicadas a la vida de san Benito de Nursia, publicadas en Roma en 1579 con el título Vita et miracula sanctissimi patris Benedicti. La obra, cuatro veces reimpresa antes de finalizar el siglo XVI, tuvo una influencia decisiva en la fijación de la iconografía propia del santo.
Otras series posteriores son la dedicada a los retratos de un centenar de gobernantes y jefes militares, italianos principalmente, pero también algunos españoles y franceses, Ritrati di cento capitani illustri (Roma, 1596), y la de los doce Articoli del Credo degli Apostoli (Roma, 1599). Se conocen además algunas estampas sueltas no fechadas, sobre obras de Tiziano, los Zuccaro, Taddeo y Federico, Martin de Vos y otros.